# مادر (ترانه چارلی پوث)
«مادر» (انگلیسی: Mother) آهنگ از خواننده آمریکایی چارلی پوث که ۱۲ سپتامبر ۲۰۱۹ منتشر شد. براساس مجله بیلبورد ۷۴ مین آهنگ سال ۲۰۱۹ شناخته شده‌است.